# Mary Beth Norton
Mary Beth Norton (Ann Arbor, 1943) è una storica statunitense specializzata in storia coloniale americana e conosciuta per le sue ricerche sulla storia delle donne e sul processo alle streghe di Salem. È professoressa emerita Mary Donlon Alger di storia americana presso il dipartimento di Storia alla Cornell University. Norton è stata presidentessa dell’American Historical Association nel 2018. Il suo libro In the Devil's Snare: The Salem Witchcraft Crisis of 1692 vinse il premio Ambassador Book Award nella categoria American Studies..

## Biografia
Mary Beth Norton nasce ad Ann Arbor, Michigan. Consegue il diploma in Bachelor of Arts presso l’Università del Michigan e conclude gli studi all’Harvard University, laureandosi in Master of Arts (1965) e conseguendo un dottorato di ricerca nel 1969, con relatore Bernard Bailyn. La sua tesi di dottorato, The British-Americans, venne pubblicata dalla Little, Brown and Company e ricevette il Premio Allan Nevins della Society of America Historians nel 1970.
Il suo libro Founding Mothers and Fathers (1996) venne selezionato tra i finalisti del Premio Pulitzer nel 1997. La storica figura come co-autrice dei libri To Toil the Livelong Day (1987), Women of America (1979), Major Problems in American Women's History (4th ed., 2007), e In the Devil’s Snare (2002) che approfondisce le vicende del processo alle streghe di Salem. È inoltre conosciuta per essere stata co-autrice del famoso manuale di storia americana A People & A Nation, in due volumi, attualmente alla sua nona edizione.
Nel corso della sua vita, Mary Beth Norton lavorò alla National Council on the Humanities in qualità di presidentessa dell’organizzazione Berkshire Conference of Women Historians e di vicepresidentessa per la ricerca presso l’American Historical Association. È stata curatrice generale del testo AHA Guide to Historical Literature nel 1995; venne eletta membro dell’American Academy of Arts and Sciences nel 1999 e nel 2010 fu nominata membro dell’American Philosophical Society. Oltre a ciò venne eletta Speaker del senato universitario della Cornell University. La Norton ottenne sovvenzioni e borse di studio da parte della National Endowment for the Humanities, dalla Fondazione Guggenheim e dalla Rockefeller Foundation.
La ricercatrice lavorò in qualità di presidente eletto dell’American Historical Association per tutto il 2017, dopo essere stata nominata nell’estate del 2016, mentre nel 2018 ricoprì la carica di presidente.
Mary Beth Northon appare in molti programmi e documentari storici sull’epoca coloniale, inclusi la puntata Salem Witch Trials ‒ della serie Unsolved History del 2003 trasmessa da Discovery Channel ‒ e il programma Witch Hunt trasmesso da History Channel nel 2004. L’intervista rilasciata nel 2008 per la serie prodotta da PBS, History Detectives, venne trasmessa nell’episodio 7, “Front Street Blockhouse", della sesta stagione. La Norton è presente anche nel film Salem Witch Hunt: Examine the Evidence prodotto da Essex National Heritage Commission e National Park Service nel 2011. Compare anche nel primo episodio della versione americana di Who Do You Think You Are?, intenta ad aiutare Sarah Jessica Parker a rintracciare i suoi antenati provenienti dal Massachusetts, rimasti coinvolti nel processo alle streghe di Salem. Nell’ottava stagione (2016) del programma genealogico prodotto da TLC dialoga, assieme allo storico Margo Burns, con l’attore Scott Foley in merito alla vita del suo avo Samuel Wardwell, processato e giustiziato per stregoneria durante i processi del 1692.

## Opere
- In the Devil's Snare: The Salem Witchcraft Crisis of 1692, Random House Digital, 2003, ISBN 978-0-375-70690-5.
- Liberty's Daughters: The Revolutionary Experience of American Women, 1750 - 1800, Cornell University Press, 1996, ISBN 978-0-8014-8347-9.
- Founding Mothers & Fathers: Gendered Power and the Forming of American Society, Random House Digital, 1997, ISBN 978-0-679-74977-6.
- Separated By Their Sex: Women in Public and Private in the Colonial Atlantic World, Cornell University Press, 2011, ISBN 978-0-8014-4949-9.
- Gordon S. Wood, 1774: The Long Year of Revolution, su wsj.com.